# Düsseldorfer Turn- und Sportverein Fortuna 1895 1978-1979
Questa voce raccoglie le informazioni riguardanti il Düsseldorfer Turn- und Sportverein Fortuna 1895 nelle competizioni ufficiali della stagione 1978-1979.

## Stagione
Nella stagione 1978-1979 il Fortuna Düsseldorf, allenato da Hans-Dieter Tippenhauer, concluse il campionato di Bundesliga al 7º posto. In Coppa di Germania il Fortuna Düsseldorf perse la finale con dal Hertha Berlino. In Coppa delle Coppe il Fortuna Düsseldorf perse la finale con dal Barcellona.

## Rosa
| N. |                     | Ruolo | Calciatore      |
| -- | ------------------- | ----- | --------------- |
|    | Germania (bandiera) | P     | Jörg Daniel     |
|    | Germania (bandiera) | P     | Wilfried Woyke  |
|    | Germania (bandiera) | D     | Heiner Baltes   |
|    | Germania (bandiera) | D     | Ralf Dusend     |
|    | Germania (bandiera) | D     | Reinhold Fanz   |
|    | Germania (bandiera) | D     | Egon Köhnen     |
|    | Germania (bandiera) | D     | Guido Mazany    |
|    | Germania (bandiera) | D     | Gerd Merheim    |
|    | Germania (bandiera) | D     | Gerd Zimmermann |
|    | Germania (bandiera) | C     | Rudolf Bommer   |
|    | Germania (bandiera) | C     | Dieter Brei     |

| N. |                      | Ruolo | Calciatore      |
| -- | -------------------- | ----- | --------------- |
|    | Germania (bandiera)  | C     | Hubert Schmitz  |
|    | Germania (bandiera)  | C     | Josef Weikl     |
|    | Germania (bandiera)  | C     | Gerd Zewe       |
|    | Germania (bandiera)  | C     | Herbert Zimmer  |
|    | Germania (bandiera)  | A     | Klaus Allofs    |
|    | Germania (bandiera)  | A     | Thomas Allofs   |
|    | Germania (bandiera)  | A     | Emanuel Günther |
|    | Danimarca (bandiera) | A     | Flemming Lund   |
|    | Germania (bandiera)  | A     | Wolfgang Seel   |
|    | Germania (bandiera)  | A     | Günter Thiele   |

## Organigramma societario
Area tecnica
- Allenatore: Hans-Dieter Tippenhauer
- Allenatore in seconda:
- Preparatore dei portieri:
- Preparatori atletici:

## Calciomercato

### Sessione estiva
| Acquisti | Acquisti        | Acquisti             | Acquisti |
| R.       | Nome            | da                   | Modalità |
| -------- | --------------- | -------------------- | -------- |
| A        | Emanuel Günther | Karlsruhe            |          |
| A        | Günter Thiele   | VfR Neuss (juniores) |          |

| Cessioni | Cessioni            | Cessioni         | Cessioni |
| R.       | Nome                | a                | Modalità |
| -------- | ------------------- | ---------------- | -------- |
| A        | Detlev Szymanek     | Norimberga       |          |
| C        | Josef Hickersberger | Wacker Innsbruck |          |

### Sessione invernale
| Acquisti | Acquisti | Acquisti | Acquisti |
| R.       | Nome     | da       | Modalità |
| -------- | -------- | -------- | -------- |

| Cessioni | Cessioni | Cessioni | Cessioni |
| R.       | Nome     | a        | Modalità |
| -------- | -------- | -------- | -------- |

## Risultati

### Bundesliga

#### Girone di andata
| Arbitro: | Joos |

|                                       |           |                  |
| Zimmermann 59’ Günther 65’ Allofs 69’ | Marcatori | 79’ (rig.) Röber |

| Arbitro: | Frickel |

|                      |           |                          |
| Oswald 24’ Woelk 79’ | Marcatori | 43’ Günther 80’ Szymanek |

| Arbitro: | Niemann |

|                         |           |  |
| Brei 17’ Zimmermann 36’ | Marcatori |  |

| Arbitro: | Walz |

|                                 |           |            |
| Beer 26’, 41’, 63’ Agerbeck 60’ | Marcatori | 75’ Allofs |

| Arbitro: | Linn |

|            |           |                |
| Allofs 66’ | Marcatori | 62’ Littbarski |

| Arbitro: | Heitmann |

|           |           |                                                             |
| Weber 42’ | Marcatori | 10’ Fanz 40’ Lund 55’ Seel 59’ (aut.) Weiss 69’, 81’ Allofs |

| Arbitro: | Messmer |

|                       |           |                           |
| Allofs 14’ Bommer 71’ | Marcatori | 10’ Geye 76’ (aut.) Weikl |

| Arbitro: | Treib |

|                                             |           |                      |
| Schmider 27’ Beierlorzer 61’ Berkemeier 74’ | Marcatori | 34’ Weikl 52’ Allofs |

| Arbitro: | Walz |

|           |           |                |
| Grobe 52’ | Marcatori | 27’ Zimmermann |

| Arbitro: | Meuser |

|  |           |                              |
|  | Marcatori | 21’ (rig.) Kaltz 90’ Reimann |

| Arbitro: | Gabor |

|                                       |           |  |
| Huber 41’ (rig.) Burgsmüller 69’, 71’ | Marcatori |  |

| Arbitro: | Joos |

|                                             |           |  |
| Bommer 51’ Zimmermann 65’ (rig.) Allofs 78’ | Marcatori |  |

| Arbitro: | Eschweiler |

|           |           |                     |
| Lander 3’ | Marcatori | 51’, 57’ Zimmermann |

| Arbitro: | Hontheim |

|                                                      |           |                      |
| Seel 20’ Bommer 69’ Allofs 74’ Zimmermann 84’ (rig.) | Marcatori | 28’ Kraus 36’ Wenzel |

| Arbitro: | Ross |

|                                  |           |  |
| Peitsch 67’ (rig.) Sackewitz 85’ | Marcatori |  |

| Arbitro: | Engel |

|                                                                     |           |                 |
| Allofs 1’, 24’ Seel 51’, 58’ Zimmermann 65’ (rig.) Günther 74’, 86’ | Marcatori | 22’ Augenthaler |

| Arbitro: | Waltert |

|              |           |  |
| Simonsen 70’ | Marcatori |  |

#### Girone di ritorno
| Arbitro: | Messmer |

|            |           |             |
| Wunder 42’ | Marcatori | 58’ Schmitz |

| Arbitro: | Dölfel |

|          |           |          |
| Fanz 86’ | Marcatori | 20’ Abel |

| Arbitro: | Hontheim |

|                                                           |           |  |
| Kelsch 11’, 13’ Volkert 42’ (rig.), 89’ (rig.) Müller 47’ | Marcatori |  |

| Arbitro: | Schmoock |

|                                            |           |              |
| Seel 17’ Schmitz 64’ Zimmermann 67’ (rig.) | Marcatori | 34’ Agerbeck |

| Arbitro: | Meuser |

|                             |           |                     |
| Strack 19’ Flohe 45’ (rig.) | Marcatori | 24’ Lund 47’ Allofs |

| Arbitro: | Treib |

|                                            |           |  |
| Allofs 35’, 53’ Zimmermann 66’ (rig.), 79’ | Marcatori |  |

| Arbitro: | Gabor |

|                                   |           |  |
| Briegel 15’ Meier 51’, 56’ (rig.) | Marcatori |  |

| Arbitro: | Linn |

|                                  |           |                                             |
| Seel 6’ Zimmermann 9’ Bommer 68’ | Marcatori | 22’ Berkemeier 31’ Lieberwirth 58’ Szymanek |

| Arbitro: | Luca |

|                       |           |                          |
| Bommer 51’ Allofs 87’ | Marcatori | 73’ Merkhoffer 85’ Grobe |

| Arbitro: | Dölfel |

|                               |           |            |
| Hrubesch 49’ Kaltz 53’ (rig.) | Marcatori | 89’ Allofs |

| Arbitro: | Ohmsen |

|                            |           |           |
| Allofs 73’, 79’ Dusend 88’ | Marcatori | 54’ Runge |

| Arbitro: | Frickel |

|            |           |                     |
| Dubski 58’ | Marcatori | 37’ Seel 66’ Allofs |

| Arbitro: | Schmoock |

|                                     |           |             |
| Baltes 7’ Allofs 33’ Zimmermann 38’ | Marcatori | 76’ Dörmann |

| Arbitro: | Redelfs |

|                                         |           |                 |
| Lorant 40’ (rig.) Wenzel 60’ Schaub 90’ | Marcatori | 15’, 58’ Allofs |

| Arbitro: | Walz |

|                                       |           |                                  |
| Allofs 43’ Allofs 59’ (rig.) Zewe 84’ | Marcatori | 47’ (rig.) Peitsch 90’ Ellbracht |

| Arbitro: | Quindeau |

|            |           |            |
| Janzon 76’ | Marcatori | 23’ Allofs |

| Arbitro: | Stäglich |

|                             |           |                              |
| Schmitz 21’ Allofs 62’, 66’ | Marcatori | 63’ Simonsen 75’, 86’ Danner |

### Coppa di Germania
| Arbitro: | Wichmann |

|                                                                                  |           |                     |
| Zimmermann 16’ Brei 40’ (rig.) Allofs 53’ Zewe 58’ Lund 61’ Seel 63’ Günther 86’ | Marcatori | 21’ Haug 59’ Müller |

| Arbitro: | Wahmann |

|                          |           |  |
| Brei 21’, 22’ Bommer 75’ | Marcatori |  |

| Arbitro: | Quindeau |

|                     |           |          |
| Seel 26’ Allofs 75’ | Marcatori | 12’ Kehr |

| Arbitro: | Roth |

|  |           |            |
|  | Marcatori | 83’ Köhnen |

| Arbitro: | Waltert |

|                      |           |               |
| Schmitz 34’ Zewe 71’ | Marcatori | 46’ Bruckmann |

| Arbitro: | Meuser |

|                                               |           |             |
| Allofs 31’ Seel 105’ Bommer 107’ Günther 118’ | Marcatori | 2’ Schmider |

| Arbitro: | Linn |

|           |           |  |
| Seel 116’ | Marcatori |  |

### Coppa delle Coppe
| Arbitro: | Dilek |

|                              |           |                                         |
| Cămătaru 13’, 57’ Crişan 80’ | Marcatori | 24’ Zimmermann 34’, 85’ Fanz 49’ Allofs |

| Arbitro: | Krchňák |

|            |           |           |
| Bommer 38’ | Marcatori | 64’ Marcu |

| Arbitro: | Thime |

|                                 |           |  |
| Günther 15’, 58’ Zimmermann 81’ | Marcatori |  |

| Arbitro: | Correia |

|                          |           |  |
| McLelland 54’ Jarvie 57’ | Marcatori |  |

| Düsseldorf 7 marzo 1979 Quarti di finale | Fortuna Düsseldorf | 0 – 0 referto | Servette | Rheinstadion (9 000 spett.)\| Arbitro: \| Jarguz \| |
| Arbitro:                                 | Jarguz             |               |          |                                                     |

| Arbitro: | Wright |

|            |           |           |
| Andrey 80’ | Marcatori | 4’ Bommer |

| Arbitro: | Castillo |

|                            |           |           |
| Allofs 54’, 65’ Allofs 90’ | Marcatori | 11’ Němec |

| Arbitro: | Dörflinger-Buser |

|                       |           |          |
| Lička 65’ Antalík 89’ | Marcatori | 31’ Zewe |

| Arbitro: | Palotai |

|                                               |           |                          |
| Sánchez 5’ Asensi 34’ Rexach 103’ Krankl 111’ | Marcatori | 8’ Allofs 41’, 114’ Seel |

## Statistiche

### Statistiche di squadra
| Competizione      | Punti | In casa | In casa | In casa | In casa | In casa | In casa | In trasferta | In trasferta | In trasferta | In trasferta | In trasferta | In trasferta | Totale | Totale | Totale | Totale | Totale | Totale | DR  |
| Competizione      | Punti | G       | V       | N       | P       | Gf      | Gs      | G            | V            | N            | P            | Gf           | Gs           | G      | V      | N      | P      | Gf     | Gs     | DR  |
| ----------------- | ----- | ------- | ------- | ------- | ------- | ------- | ------- | ------------ | ------------ | ------------ | ------------ | ------------ | ------------ | ------ | ------ | ------ | ------ | ------ | ------ | --- |
| Bundesliga        | 37    | 17      | 10      | 6       | 1       | 47      | 23      | 17           | 3            | 5            | 9            | 23           | 36           | 34     | 13     | 11     | 10     | 70     | 59     | +11 |
| Coppa di Germania | -     | 6       | 6       | 0       | 0       | 19      | 5       | 1            | 1            | 0            | 0            | 1            | 0            | 7      | 7      | 0      | 0      | 20     | 5      | +15 |
| Coppa delle Coppe | -     | 4       | 2       | 2       | 0       | 7       | 2       | 5            | 1            | 1            | 3            | 9            | 12           | 9      | 3      | 3      | 3      | 16     | 14     | +2  |
| Totale            | 37    | 27      | 18      | 8       | 1       | 73      | 30      | 23           | 5            | 6            | 12           | 33           | 48           | 50     | 23     | 14     | 13     | 106    | 78     | +28 |

### Andamento in campionato
| Giornata  | 1 | 2 | 3 | 4 | 5 | 6 | 7 | 8 | 9 | 10 | 11 | 12 | 13 | 14 | 15 | 16 | 17 | 18 | 19 | 20 | 21 | 22 | 23 | 24 | 25 | 26 | 27 | 28 | 29 | 30 | 31 | 32 | 33 | 34 |
| --------- | - | - | - | - | - | - | - | - | - | -- | -- | -- | -- | -- | -- | -- | -- | -- | -- | -- | -- | -- | -- | -- | -- | -- | -- | -- | -- | -- | -- | -- | -- | -- |
| Luogo     | C | T | C | T | C | T | C | T | T | C  | T  | C  | T  | C  | T  | C  | T  | T  | C  | T  | C  | T  | C  | T  | C  | C  | T  | C  | T  | C  | T  | C  | T  | C  |
| Risultato | V | N | V | P | N | V | N | P | N | P  | P  | V  | V  | V  | P  | V  | P  | N  | N  | P  | V  | N  | V  | P  | N  | N  | P  | V  | V  | V  | P  | V  | N  | N  |
| Posizione | 4 | 3 | 2 | 6 | 9 | 4 | 5 | 7 | 7 | 8  | 11 | 9  | 7  | 6  | 7  | 4  | 5  | 6  | 6  | 8  | 6  | 5  | 5  | 6  | 7  | 6  | 7  | 7  | 6  | 5  | 6  | 5  | 6  | 7  |

Legenda:

Luogo: C = Casa; T = Trasferta. Risultato: V = Vittoria; N = Pareggio; P = Sconfitta.

### Statistiche dei giocatori
| Giocatore     | Bundesliga | Bundesliga | Bundesliga  | Bundesliga | Coppa di Germania | Coppa di Germania | Coppa di Germania | Coppa di Germania | Coppa delle Coppe | Coppa delle Coppe | Coppa delle Coppe | Coppa delle Coppe | Totale   | Totale | Totale      | Totale     |
| Giocatore     | Presenze   | Reti       | Ammonizioni | Espulsioni | Presenze          | Reti              | Ammonizioni       | Espulsioni        | Presenze          | Reti              | Ammonizioni       | Espulsioni        | Presenze | Reti   | Ammonizioni | Espulsioni |
| ------------- | ---------- | ---------- | ----------- | ---------- | ----------------- | ----------------- | ----------------- | ----------------- | ----------------- | ----------------- | ----------------- | ----------------- | -------- | ------ | ----------- | ---------- |
| K. Allofs     | 33         | 22         | 1           | 0          | 7                 | 2                 | 0                 | 1                 | 9                 | 3                 | 0                 | 0                 | 49       | 27     | 1           | 1          |
| T. Allofs     | 17         | 5          | 0           | 0          | 4                 | 1                 | 0                 | 0                 | 4                 | 2                 | 0                 | 0                 | 25       | 8      | 0           | 0          |
| H. Baltes     | 34         | 1          | 7           | 0          | 7                 | 0                 | 0                 | 0                 | 9                 | 0                 | 0                 | 0                 | 50       | 1      | 7           | 0          |
| R. Bommer     | 29         | 5          | 0           | 0          | 5                 | 2                 | 0                 | 0                 | 8                 | 2                 | 0                 | 0                 | 42       | 9      | 0           | 0          |
| D. Brei       | 31         | 1          | 4           | 0          | 4                 | 3                 | 1                 | 0                 | 9                 | 0                 | 0                 | 0                 | 44       | 4      | 5           | 0          |
| J. Daniel     | 19         | 0          | 0           | 0          | 6                 | 0                 | 1                 | 0                 | 5                 | 0                 | 0                 | 0                 | 30       | 0      | 1           | 0          |
| R. Dusend     | 8          | 1          | 0           | 0          | 3                 | 0                 | 0                 | 0                 | 1                 | 0                 | 0                 | 0                 | 12       | 1      | 0           | 0          |
| R. Fanz       | 19         | 2          | 0           | 0          | 5                 | 0                 | 0                 | 0                 | 7                 | 2                 | 0                 | 0                 | 31       | 4      | 0           | 0          |
| E. Günther    | 13         | 4          | 2           | 0          | 2                 | 2                 | 0                 | 0                 | 4                 | 2                 | 0                 | 0                 | 19       | 8      | 2           | 0          |
| E. Köhnen     | 24         | 0          | 5           | 0          | 5                 | 1                 | 0                 | 0                 | 5                 | 0                 | 0                 | 0                 | 34       | 1      | 5           | 0          |
| F. Lund       | 29         | 2          | 0           | 0          | 4                 | 1                 | 0                 | 0                 | 9                 | 0                 | 0                 | 0                 | 42       | 3      | 0           | 0          |
| G. Mazany     | 1          | 0          | 0           | 0          | 0                 | 0                 | 0                 | 0                 | 0                 | 0                 | 0                 | 0                 | 1        | 0      | 0           | 0          |
| G. Merheim    | 0          | 0          | 0           | 0          | 0                 | 0                 | 0                 | 0                 | 0                 | 0                 | 0                 | 0                 | 0        | 0      | 0           | 0          |
| H. Schmitz    | 25         | 3          | 3           | 0          | 5                 | 1                 | 1                 | 0                 | 6                 | 0                 | 0                 | 0                 | 36       | 4      | 4           | 0          |
| W. Seel       | 31         | 7          | 2           | 0          | 7                 | 4                 | 1                 | 0                 | 8                 | 2                 | 0                 | 0                 | 46       | 13     | 3           | 0          |
| D. Szymanek   | 4          | 1          | 0           | 0          | 2                 | 0                 | 0                 | 0                 | 0                 | 0                 | 0                 | 0                 | 6        | 1      | 0           | 0          |
| G. Thiele     | 0          | 0          | 0           | 0          | 0                 | 0                 | 0                 | 0                 | 0                 | 0                 | 0                 | 0                 | 0        | 0      | 0           | 0          |
| J. Weikl      | 28         | 1          | 1           | 0          | 5                 | 0                 | 0                 | 0                 | 8                 | 0                 | 0                 | 0                 | 41       | 1      | 1           | 0          |
| W. Woyke      | 15         | 0          | 0           | 0          | 1                 | 0                 | 0                 | 0                 | 4                 | 0                 | 0                 | 0                 | 20       | 0      | 0           | 0          |
| G. Zewe       | 29         | 1          | 0           | 1          | 6                 | 2                 | 0                 | 0                 | 9                 | 1                 | 0                 | 0                 | 44       | 4      | 0           | 1          |
| H. Zimmer     | 6          | 0          | 0           | 0          | 1                 | 0                 | 0                 | 0                 | 2                 | 0                 | 0                 | 0                 | 9        | 0      | 0           | 0          |
| G. Zimmermann | 31         | 13         | 3           | 0          | 4                 | 1                 | 1                 | 0                 | 8                 | 2                 | 0                 | 0                 | 43       | 16     | 4           | 0          |